# Instinctotherapie
Instinctotherapie ist eine im Jahr 1964 von Guy-Claude Burger begründete Ernährungsweise. Sie ist eine Sonderform der Rohkost, bei der man sich in der Auswahl der Nahrungsmittel auf die angeborenen Instinkte verlässt.
Burger nimmt an, dass der menschliche Organismus auch heute noch in der Lage ist, mit Hilfe seines Geruchs- und Geschmackssinnes den momentanen Wert eines bestimmten Lebensmittels für den Körper zu bestimmen, solange es naturbelassen ist. Er ist der Überzeugung, dass sich der Mensch zu weit von seiner natürlichen Lebens- und Ernährungsweise entfernt habe, indem er gekochte und verarbeitete Nahrung zu sich nimmt.
Burger zufolge müssen die Lebensmittel Rohkost sein und dürfen durch keine thermischen oder chemischen Prozesse oder gar Bestrahlung denaturiert sein. Idealerweise wird auch eine mechanische Veränderung vermieden. Zusätzlich werden Lebensmittel nicht miteinander gemischt. Im Gegensatz zu vielen anderen Rohkostrichtungen darf alle nicht denaturierte Nahrung gegessen werden, also auch Fleisch und Fisch, solange sie roh ist.
Es existiert bisher kein Beleg dafür, dass diese Ernährungsform gesundheitliche Vorteile bringen würde. Deshalb wird auch die Bezeichnung als "Therapie" in Frage gestellt. Die British Dietetic Association bezeichnet Rohkosternährungsformen als Modediät ("fad diet").

## Theorie
Die Instinctotherapie stellt aus Sicht Burgers eine Art Langzeitexperiment dar, welches der Frage der genetischen Fehlanpassung des menschlichen Organismus an die heute übliche Ernährung nachgeht.
Im Unterschied zu anderen Rohkost-Ernährungsweisen wird sich hier bei Auswahl und Menge der zu verzehrenden Lebensmittel ausschließlich an den Anziehungs- und Abstoßungssignalen orientiert, die individuell sehr verschieden als Geruch + Speichelflussreflex (bei der Auswahl) und Geschmack (beim Verzehr) erscheinen.
Aus der Erfahrung wurde von Burger das Gesetz des Ernährungsinstinkts formuliert:
Jedes ursprüngliche Nahrungsmittel, das auf den Geruchs- und Geschmackssinn anziehend wirkt, nützt dem Organismus. Dasselbe gilt umgekehrt: Schädliche oder unnütze Nahrungsmittel wirken auf den Geruchs- und/oder Geschmackssinn im Allgemeinen abstoßend.

Dieses Gesetz basiert auf dem Lustprinzip (eng. pleasure principle) – einer Theorie der klassischen Psychoanalyse von Sigmund Freud.

### Theorie der genetischen Anpassung an ein ursprüngliches Nahrungsumfeld
Aus der Evolutionstheorie wird abgeleitet, dass ein Tier, welches durch seinen Instinkt dazu veranlasst würde, giftige Pflanzen zu fressen oder sich unausgeglichen zu ernähren, schnell unterlegen wäre und der natürlichen Auslese zum Opfer fallen würde. Der Ernährungsinstinkt musste sich also im Laufe der Zeit im gleichen Maß wie jede andere Funktion des Organismus im Laufe von Jahrmillionen vervollkommnen.

### „Ursprüngliche“ und „progenetische“ Lebensmittel
Guy-Claude Burger unterschied 1974 in seinem Essai sur l’instinct alimentaire chez l'homme et définition de l’instinctothérapie:
- „Ursprüngliche“ Lebensmittel (fr. aliment „originel“): solche, welche die Menschenaffen in ihrem natürlichen Habitat vorfanden, ohne Anwendung konzeptueller Intelligenz
- und „progenetische“ Lebensmittel (fr. aliment „pro-génétique“): Lebensmittel, die durch einen „Kunstgriff“ (wie etwa Selektion) verändert wurden, jedoch nicht in dem Ausmaß, als sie nicht mehr komplett mit den alliästhetischen und metabolischen Mechanismen funktionieren würden.

### Arten von „akzeptierten“ Lebensmitteln
Burger argumentiert, dass die Physiologie des Menschen (Geruchs- und Geschmackssinn, Verdauung, Stoffwechsel) optimal an Lebensmittel angepasst sei, die vor der Erfindung des Ackerbaus und Viehzucht existierten, vorzugsweise Wildpflanzen und Wild.
Pflanzlichen Ursprungs
- Früchte (tropische, subtropische, aus gemäßigten Klimazonen)
- Gemüse (Wurzeln, Blätter)
- Kräuter
- Hülsenfrüchte
- Nüsse
- Getreide (eingeschränkt: ohne Weizen)
- Algen

Tierischen Ursprungs
- Land
  - Fleisch
  - Wild
  - Innereien
  - Imkereiprodukte
- Wasser
  - Süßwasser (Fisch, Schalentiere)
  - Salzwasser (Fisch, Schalentiere)

### Formen der Denaturierung von Lebensmitteln
Die moderne Ernährung basiert auf der so genannten Neolithischen Revolution vor rund zehntausend Jahren, als der Mensch Ackerbau (Verfügbarkeit von Getreide) und Viehzucht (Verfügbarkeit von Tiermilch) erfand.
Methoden, mit deren Hilfe der Mensch die ursprünglichen Nahrungsmittel veränderte, werden gemäß der Instinctotherapie in folgende Gruppen eingeteilt:
- Denaturierung durch Hitze: Verschiedene Arten des Garens, Trocknen durch Hitze, Einfrieren, Tieffrieren, Bestrahlen
- Mechanische Denaturierung: Mischen, Würzen, Übereinanderlegen, Gewinnen von Extrakten, Schroten, Pressen, Mixen
- Gebrauch von Tiermilch und Milchprodukten
- (übermäßiger) Gebrauch von Getreiden (v. a. Weizen), welche vor Erfindung des Ackerbaus nur in geringen Mengen verfügbar oder inexistent waren
- Anwendung von Chemie: Dünger, Pestizide, künstliche Zusätze, Syntheseprodukte, Medikamente usw.
- Künstliche Auslese und bestimmte Anbau- und Aufzuchttechniken

### Theorie der genetischen Fehlanpassung an denaturierte Lebensmittel
Die Theorie Burgers besagt, dass der menschliche Organismus (im Speziellen die Enzyme) mit 10.000 Jahren nicht ausreichend Zeit hatte, um sich an die im Garprozess (Kochen, Braten, Frittieren, Dünsten, Backen, Rösten etc.) entstehenden Moleküle anzupassen, bzw. diese komplett zu metabolisieren.
Diese durch Hitzeeinwirkung entstandenen Moleküle werden von Rohköstlern „Neue Chemische Arten“ (NCAs) genannt. Der Wissenschaft sind unter anderem Maillard-Moleküle und Advanced Glycation Endproducts (AGEs) bekannt. Ein Vertreter ist Acrylamid.
Der Theorie steht entgegen, dass der Körper nach neueren Erkenntnissen über Schutzmechanismen, etwa gegen Acrylamid in der Nahrung, verfügt.

### Theorie der „Entgiftung“ oder „Detoxination“
Die Theorie der Fehlanpassung entstand aus Beobachtungen an Menschen, die von der herkömmlichen Kochkost auf instinktive Rohkost umstellten. Besonders in den ersten Wochen mit nicht erhitzter Nahrung wiesen diese zunächst stärker riechende Ausscheidungen (Schweiß, Urin, Fäzes, Pickel, Wundeiterungen) auf, nach einigen Wochen dagegen merklich weniger als mit Kochkost. Burger nimmt an, dass diese Gerüche von ausgeschiedenen Maillard-Molekülen herrühren.
Die „Entgiftung“ oder „Detoxination“ nach Burger entspricht weitgehend dem Begriff der „Entschlackung des Körpers“ der Alternativmedizin.

### Nahrung und Psyche
Die Auswirkungen des Wegfalls von nicht ursprünglichen Nahrungsmitteln auf das Nervensystem und die daran gekoppelten psychischen Prozesse hat Burger gesondert untersucht. Bisher ist auf diesem Gebiet nur ein Buch erschienen, in dem das Aggressionsverhalten jugendlicher Krimineller thematisiert wird: „Les enfants du crime“ – Die Kinder des Verbrechens. Erschienen bei Orkos Editions.

### Wissenschaftliche Artikel
- Die Theorie der veränderlichen Sinnesempfindung oder Alliästhesie wurde seit 1968 durch den französischen Physiologen Michel Cabanac in über 40 Veröffentlichungen beschrieben.
- F.M. Pottenger Jr. veröffentlichte 1939 Beobachtungen an zwei Gruppen von Hauskatzen (Pottenger's Cats) die über mehrere Generationen mit rohem bzw. gekochtem Fleisch gefüttert wurden. Die letztere Gruppe entwickelte von Generation zu Generation mehr Skelettdeformationen, die erstere hingegen nicht.
- Combe N. et al. fanden 1939 in Ratten, die mit erhitztem Öl gefüttert wurden, dass ein hoher Prozentsatz dieser Makromoleküle sich in der Lymphe (und damit im Organismus) wiederfanden.
- Die wissenschaftlichen Vertreter der Steinzeiternährung (eng. Paleolithic diet oder Paleo diet) – Loren Cordain, S. Boyd Eaton, Staffan Lindeberg et al. - schlossen 2005 in ihrem Artikel, dass das menschliche Genom nicht genügend Zeit hatte, um sich an die Veränderungen der Ernährung seit der Neolithischen Revolution anzupassen, welche – gemessen an der Dauer der Evolution – zu kurzfristig auftraten. Weiters wurde diese Maladaptation mit dem Auftreten von Zivilisationskrankheiten in Zusammenhang gebracht.
- Curt P. Richter verfolgte über Jahrzehnte des 20. Jahrhunderts hinweg das Konzept des Instinkts in der Psychobiologie. Er prägte den Begriff der spezifischen Hunger/Appetite (eng. specific hungers/appetites) und erforschte die Regulation des inneren Milieus. All dies sind Bestandteile der Theorie des Nahrungsinstinkts.
- Clara M. Davis veröffentlichte 1928 und 1939 die Ergebnisse ihrer jahrelangen Aufzeichnungen des Ernährungsverhaltens von Kleinkindern in der Umstellung von Milch auf feste Nahrung (Studien „Self-selection of diet by young children“). Die Kleinkinder, welche noch keine fixen Mahlzeiten kannten, waren imstande aus einer Auswahl von überwiegend unverarbeiteten Lebensmitteln (u. a. sogar rohes Rindfleisch) eine Auswahl zu treffen, die ihnen optimales Wachstum, Gesundheit und Vitalität bescherte.
- Stephen A. Goff und Harry J. Klee veröffentlichten 2006 ihre Arbeit über flüchtige Pflanzenstoffwechselprodukte, von denen manche von Mensch und Tier wahrgenommen werden können. Viele davon sind (essentielle) Nährstoffe wie Aminosäuren, Fettsäuren oder Karotine. Die Forscher schlossen, dass diese von Früchten und anderen Lebensmitteln ausgehenden volatilen Geruchsstoffe dem Gehirn Informationen über die enthaltenen Nahrungsinhaltsstoffe liefern können. Der Nahrungsinstinkt wäre demnach nichts anderes als der simple Vergleich zwischen dem Ernährungsstatus des Organismus (Funktion des Hypothalamus) mit den Inhaltsstoffen des Dufts des Lebensmittels.

Wissenschaftliche Belege für einen gesundheitlichen Nutzen der "Instinctotherapie" fehlen bisher.